# Саркисян, Юрий Погосович
Юрий Погосович Саркисян (22 февраля 1922, Константинополь — 8 декабря 2004, Краснодар) — советский тренер по тяжёлой атлетике. Заслуженный тренер СССР (1979). Награждён орденом «Знак Почёта». 

## Биография
Юрий Саркисян родился 22 февраля 1922 года в Константинополе (ныне Стамбул). Вырос в Тбилиси. С 1942 года участвовал в Великой Отечественной войне, был награждён медалями «За отвагу» и  «За победу над Германией». 
В 1960 году переехал в Краснодар, где до 1991 года занимался тренерской деятельностью в ДЮСШ по тяжёлой атлетике спортивного общества «Спартак». В 1966–1968 годах работал с будущим олимпийским чемпионом Мухарбием Киржиновым. В дальнейшем подготовил таких известных атлетов как двукратный чемпион мира Сергей Аракелов и двукратный чемпион Европы Владимир Кузнецов. В 1982 году признавался Спорткомитетом СССР лучшим тренером года по тяжёлой атлетике.
Умер 8 декабря 2004 года в Краснодаре. Похоронен на Славянском кладбище. В Краснодарском крае ежегодно проводятся детско-юношеские соревнования по тяжёлой атлетике памяти Юрия Саркисяна.